# With a Little Help from My Friends
"With a Little Help from My Friends" (tên gốc là "A Little Help from My Friends") là ca khúc được sáng tác bởi John Lennon và Paul McCartney, phát hành trong album Sgt. Pepper's Lonely Hearts Club Band (1967) của ban nhạc The Beatles. Ca khúc được hát bởi tay trống của ban nhạc, Ringo Starr, trong vai "Billy Shears". "With a Little Help from My Friends" được xếp vị trí số 311 trong danh sách "500 bài hát vĩ đại nhất" của tạp chí Rolling Stone.

## Thành phần tham gia sản xuất
- Ringo Starr – hát chính, trống, sắc-xô.
- Paul McCartney – hát nền, bass, piano.
- John Lennon – hát nền, chuông lắc.
- George Harrison – hát nền, guitar.
- George Martin – sản xuất, Hammond organ.
- Geoff Emerick – kỹ thuật viên âm thanh.

Theo Ian MacDonald